# Neocucumis atlanticus
Neocucumis atlanticus is een zeekomkommer uit de familie Cucumariidae.
De wetenschappelijke naam van de soort werd in 1935 gepubliceerd door Hubert Ludwig & Svend Geisler Heding.